# Daniel Baer

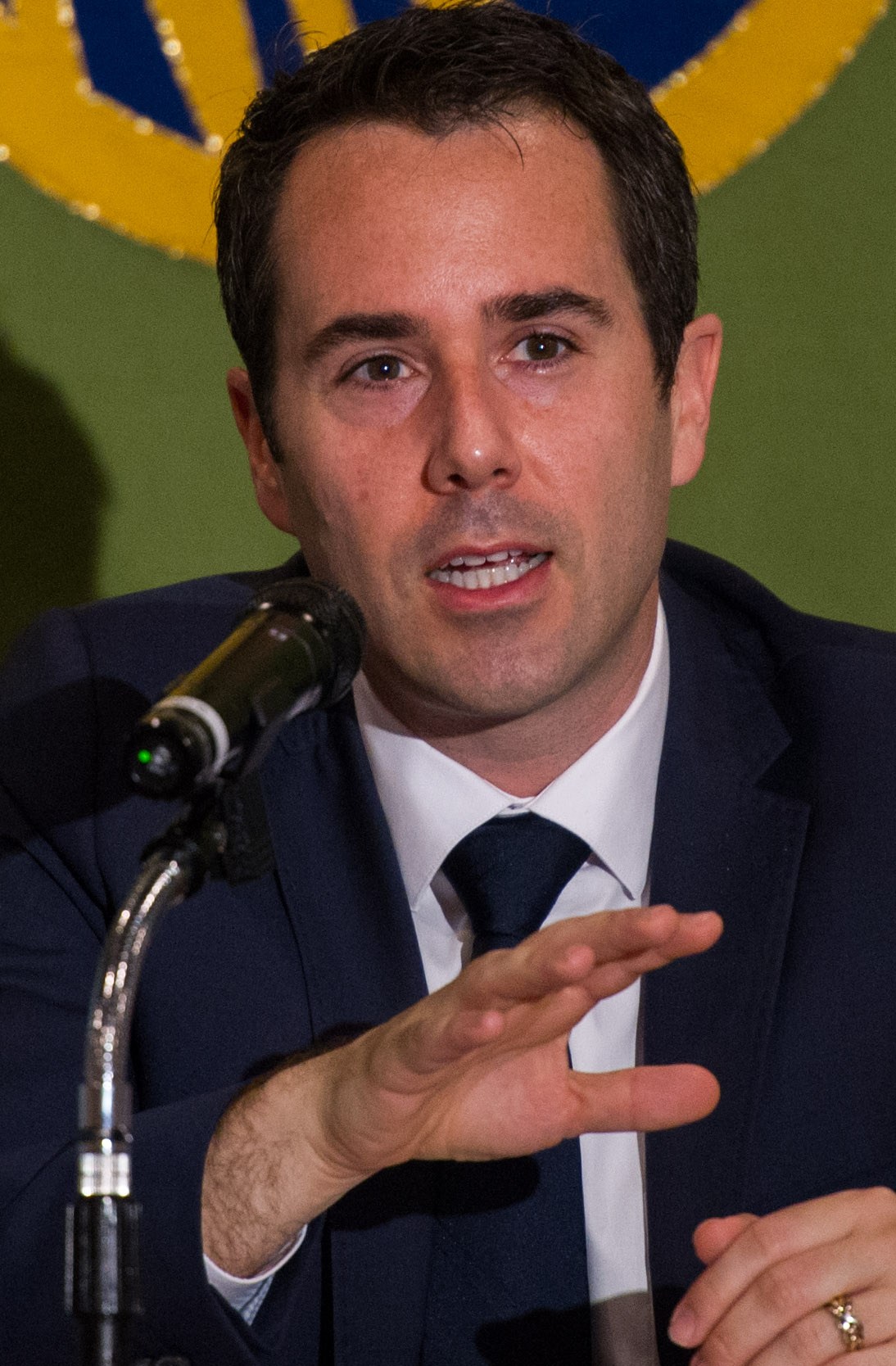
Daniel Baer

Daniel Baer (* 1977 in Denver, Colorado) ist ein US-amerikanischer Diplomat.

## Leben
Daniel Baer studierte an der Harvard University. Von 2004 bis 2007 war er bei der Boston Consulting Group beschäftigt. Er wechselte als Hochschullehrer an die Georgetown University. Vom 10. September 2013 bis 20. Januar 2017 war Baer als Nachfolger von Ian C. Kelly Ständiger Vertreter der Vereinigten Staaten bei der Organisation für Sicherheit und Zusammenarbeit in Europa. Er ist seit 2014 mit Brian Walsh verheiratet.